# 埃氏尖條鰍
埃氏尖條鰍（學名：Oxynoemacheilus evreni），為輻鰭魚綱鯉形目條鰍科尖條鰍屬的其中一種。分布於亞洲土耳其Tekir河流域，體長可達9.4公分，棲息在河川底層水域，生活習性不明。

## 扩展阅读
維基物種上的相關：埃氏尖條鰍